# Бочень
Бочень, Бочені (рум. Boceni) — село у повіті Мехедінць в Румунії. Входить до складу комуни Тимна.
Село розташоване на відстані 245 км на захід від Бухареста, 28 км на схід від Дробета-Турну-Северина, 69 км на північний захід від Крайови.

## Населення
За даними перепису населення 2002 року у селі проживали 276 осіб, усі — румуни. Усі жителі села рідною мовою назвали румунську.